# Fauville
Fauville es una comuna francesa situada en el departamento de Eure, en la región de Normandía.

## Demografía
| 167 | 224 | 234 | 259 | 327 | 315 | 351 |
| Para los censos de 1962 a 1999 la población legal corresponde a la población sin duplicidades (Fuente: INSEE [Consultar]) |     |     |     |     |     |     |